# Judo-Juniorenweltmeisterschaften 2024
Die Judo-Juniorenweltmeisterschaften 2024 wurden vom 2. bis 6. Oktober 2024 in Duschanbe, Tadschikistan in der Kasri Tennis Arena abgehalten. Es nahmen 531 Judoka aus 67 Nationen teil. Am 6. Oktober wurde ein gemischter Mannschaftswettkampf abgehalten.

## Ergebnisse

### Frauen
| Gewichtsklasse     | Gold              | Silber            | Bronze                |
| ------------------ | ----------------- | ----------------- | --------------------- |
| - 48 kg            | Xinran Hui        | Sachiyo Yoshino   | Kristina Dudina       |
| - 48 kg            | Xinran Hui        | Sachiyo Yoshino   | Clarice Ribeiro       |
| - 52 kg            | Iroha Oi          | Senju Nosho       | Alyssia Poulange      |
| - 52 kg            | Iroha Oi          | Senju Nosho       | Mio Huh               |
| - 57 kg            | Riko Honda        | Yuying Tao        | Bianca Reis           |
| - 57 kg            | Riko Honda        | Yuying Tao        | Karolina Siennicka    |
| - 63 kg            | Melkia Auchecorne | Savita Russo      | Anna Skalska          |
| - 63 kg            | Melkia Auchecorne | Savita Russo      | So Morichika          |
| - 70 kg            | Elena Dengg       | April Lynn Fohouo | Tayla Grauer          |
| - 70 kg            | Elena Dengg       | April Lynn Fohouo | Kaja Schuster         |
| - 78 kg            | Brenda Olaya      | Mathilda Niemeyer | Eva Ronja Buddenkotte |
| - 78 kg            | Brenda Olaya      | Mathilda Niemeyer | Dandara Camilo        |
| + 78 kg            | Hyeonji Lee       | Celia Cancan      | Chihiro Yamaguchi     |
| + 78 kg            | Hyeonji Lee       | Celia Cancan      | Safa Soliman          |
| Quelle: Judoinside |                   |                   |                       |

### Männer
| Gewichtsklasse     | Gold                   | Silber          | Bronze              |
| ------------------ | ---------------------- | --------------- | ------------------- |
| - 60 kg            | Yamato Fukuda          | Loiq Kudbudinov | Murodil Murodillaev |
| - 60 kg            | Yamato Fukuda          | Loiq Kudbudinov | Talgat Orynbassar   |
| - 66 kg            | Shuntaro Fukuchi       | Kairi Kentoku   | German Kobets       |
| - 66 kg            | Shuntaro Fukuchi       | Kairi Kentoku   | Alessio De Luca     |
| - 73 kg            | Keito Kihara           | Yusuke Takeichi | Muhiddin Asadulloev |
| - 73 kg            | Keito Kihara           | Yusuke Takeichi | Mardon Ravshanov    |
| - 81 kg            | Luka Javakhishvili     | Jiangnan Wang   | Azat Kumisbay       |
| - 81 kg            | Luka Javakhishvili     | Jiangnan Wang   | Suleyman Shukurov   |
| - 90 kg            | Komei Kawabata         | Egor Malkin     | Vadim Ghimbovschi   |
| - 90 kg            | Komei Kawabata         | Egor Malkin     | Alisher Samanov     |
| - 100 kg           | Mukhammadsodik Sodikov | Nozomu Miki     | Fares Mekhoukh      |
| - 100 kg           | Mukhammadsodik Sodikov | Nozomu Miki     | Azhdar Baghirov     |
| + 100 kg           | Denis Batchaev         | Kanan Nasibov   | Ibrahim Tataroglu   |
| + 100 kg           | Denis Batchaev         | Kanan Nasibov   | Saba Kardava        |
| Quelle: Judoinside |                        |                 |                     |

### Mannschaftswettkampf (Mixed)
| Platz       | Mannschaft |
| ----------- | ---------- |
| 1.          | Japan      |
| 2.          | Frankreich |
| 3.          | Südkorea   |
| 3.          | Usbekistan |
| Quelle: IJF |            |